# Cameron University

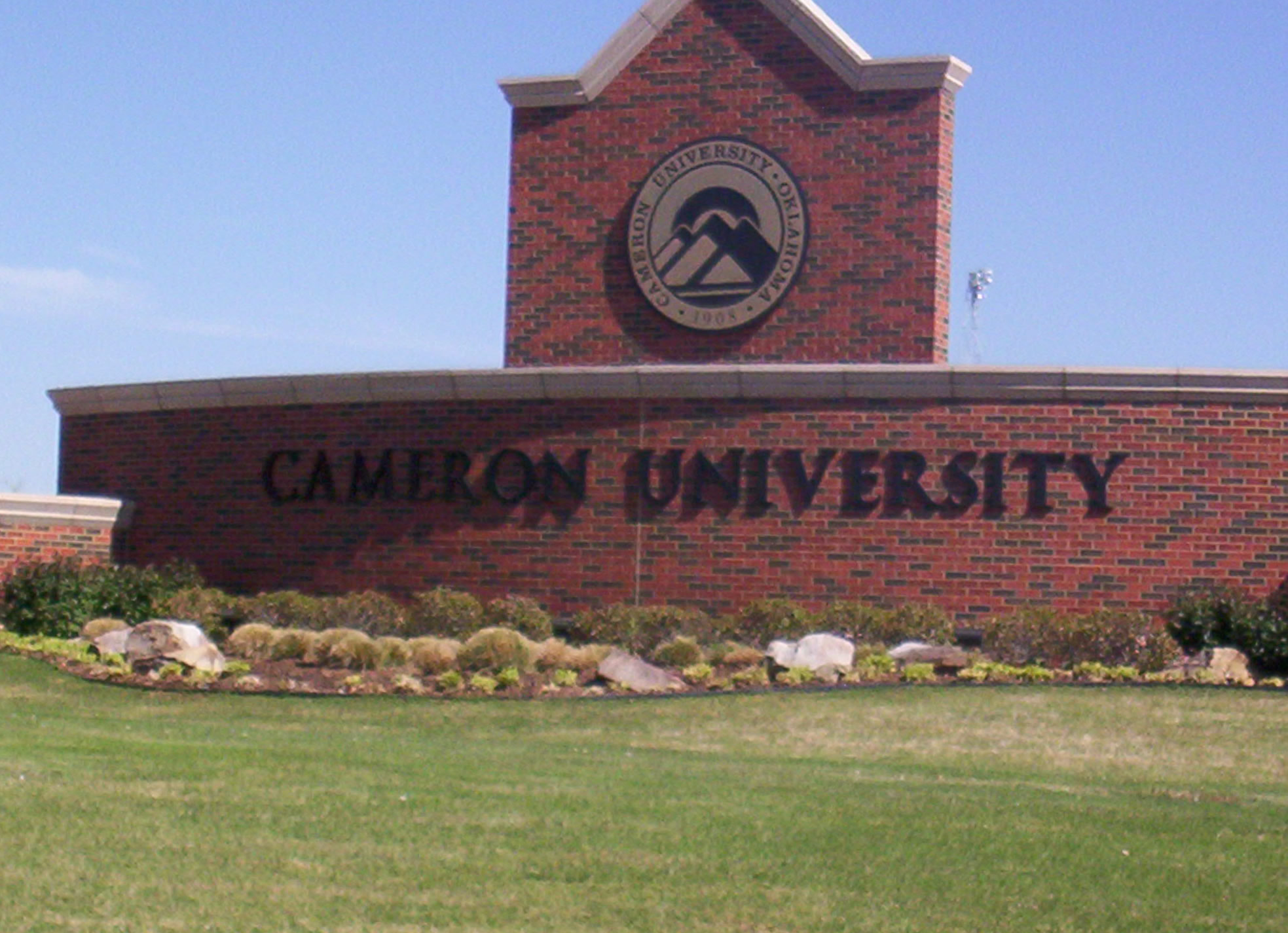
Cameron University, Lawton, Oklahoma

Die Cameron University ist eine staatliche Hochschule in Lawton im US-Bundesstaat Oklahoma. Gegründet im Jahre 1908, bietet sie den Studierenden Abschlüsse bis zum Master an.

## Geschichte
Die heutige Hochschule wurde 1908 als eine von sechs landwirtschaftlichen Schulen in Oklahoma als Cameron State School of Agriculture gegründet. Benannt wurde die Schule nach Evan Dhu Cameron, dem ersten Vorsitzenden der Schulverwaltung in Oklahoma. Neben einem Schulabschluss bot die Schule seit 1927 auch Hochschulkurse an und wurde in Cameron State Agricultural College umbenannt. Im Jahre 1941 wurde die Schulausbildung beendet und nur noch eine Hochschulausbildung angeboten. Mit dem Recht, seit 1966 einen Bachelor-Abschluss und seit 1988 einen Master-Abschluss zu verleihen, änderte die Hochschule ihren Namen 1971 in Cameron College. 1974 erhielt sie ihren heutigen Namen. Das Duncan Higher Education Center in Duncan wurde 2004 als Satellitencampus Cameron University – Duncan der Hochschule angegliedert.

## Zahlen zu den Studierenden und den Dozenten
Im Herbst 2021 waren 3.470 Studierende an der Cameron University eingeschrieben. Davon strebten 3.158 (91,0 %) ihren ersten Studienabschluss an, sie waren also undergraduates. Von diesen waren 64 % weiblich und 36 % männlich; 2 % bezeichneten sich als asiatisch, 11 % als schwarz/afroamerikanisch, 15 % als Hispanic/Latino und 50 % als weiß. 312 (9,0 %) arbeiteten auf einen weiteren Abschluss hin, sie waren graduates. Es lehrten 205 Dozenten an der Universität, davon 119 in Vollzeit und 86 in Teilzeit. 2017 waren es etwa 5.600 Studierende gewesen.

## Organisation und Studium
Die Hochschulen ist in Schulen und Departments gegliedert:
- Graduate Studies
- School of Business
- School of Education & Behavioral Sciences
- School of Liberal Arts
- School of Science and Technology
- Adult and Continuing Education

## Bekannte Absolventen
- Avery Johnson (* 1965), Basketballspieler und -trainer
- Bryan D. Brown (* 1948), General der US Army